# Mécrin
Mécrin és un municipi francès situat al departament del Mosa i a la regió del Gran Est. L'any 2007 tenia 245 habitants.

## Demografia

### Població
El 2007 la població de fet de Mécrin era de 245 persones. Hi havia 100 famílies, de les quals 32 eren unipersonals (12 homes vivint sols i 20 dones vivint soles), 24 parelles sense fills, 40 parelles amb fills i 4 famílies monoparentals amb fills.
La població ha evolucionat segons el següent gràfic:
Habitants censats

### Habitatges
El 2007 hi havia 113 habitatges, 99 eren l'habitatge principal de la família, 9 eren segones residències i 5 estaven desocupats. 107 eren cases i 6 eren apartaments. Dels 99 habitatges principals, 83 estaven ocupats pels seus propietaris, 13 estaven llogats i ocupats pels llogaters i 4 estaven cedits a títol gratuït; 2 tenien dues cambres, 10 en tenien tres, 22 en tenien quatre i 66 en tenien cinc o més. 79 habitatges disposaven pel capbaix d'una plaça de pàrquing. A 46 habitatges hi havia un automòbil i a 42 n'hi havia dos o més.

### Piràmide de població
La piràmide de població per edats i sexe el 2009 era:
| Homes | Edats   | Dones |
| ----- | ------- | ----- |
| 0     | 95 o +  | 0     |
| 0     | 90 a 94 | 0     |
| 0     | 85 a 89 | 4     |
| 0     | 80 a 84 | 0     |
| 4     | 75 a 79 | 0     |
| 12    | 70 a 74 | 8     |
| 12    | 65 a 69 | 20    |
| 4     | 60 a 64 | 8     |
| 4     | 55 a 59 | 4     |
| 8     | 50 a 54 | 4     |
| 8     | 45 a 49 | 12    |
| 0     | 40 a 44 | 12    |
| 12    | 35 a 39 | 4     |
| 12    | 30 a 34 | 8     |
| 8     | 25 a 29 | 0     |
| 0     | 20 a 24 | 4     |
| 8     | 15 a 19 | 0     |
| 4     | 10 a 14 | 12    |
| 4     | 5 a 9   | 8     |
| 0     | 0 a 4   | 8     |

## Economia
El 2007 la població en edat de treballar era de 147 persones, 105 eren actives i 42 eren inactives. De les 105 persones actives 98 estaven ocupades (59 homes i 39 dones) i 7 estaven aturades (5 homes i 2 dones). De les 42 persones inactives 14 estaven jubilades, 13 estaven estudiant i 15 estaven classificades com a «altres inactius».

### Ingressos
El 2009 a Mécrin hi havia 107 unitats fiscals que integraven 251 persones, la mediana anual d'ingressos fiscals per persona era de 15.557 €.

### Activitats econòmiques
Dels 4 establiments que hi havia el 2007, 1 era d'una empresa de construcció i 3 d'empreses de comerç i reparació d'automòbils.
Dels 2 establiments de servei als particulars que hi havia el 2009, 1 era un taller de reparació d'automòbils i de material agrícola i 1 paleta.
L'any 2000 a Mécrin hi havia 3 explotacions agrícoles.

## Poblacions més properes
El següent diagrama mostra les poblacions més properes.